# Lagoa da Sancha
Lagoa da Sancha este o arie protejată (arie de protecție specială avifaunistică — SPA) din Portugalia întinsă pe o suprafață de 408,79 ha, integral pe uscat.

## Localizare
Centrul sitului Lagoa da Sancha este situat la coordonatele 38°01′24″N 8°50′19″W / 38.023203°N 8.838584°V.

## Înființare
Situl Lagoa da Sancha a fost declarat arie de protecție specială avifaunistică în martie 1988 pentru a proteja 35 de specii de animale.

## Biodiversitate
Situată în ecoregiunile marină Atlantică și mediteraneană, aria protejată conține 14 habitate naturale: Lagune de coastă, Vegetație anuală la limita mareei, Dune mobile cu vegetație embrionară, Dune mobile de-a lungul țărmului cu Ammophila arenaria („dune albe”), Dune de coastă fixe cu vegetație erbacee („dune gri”), Dune fixe decalcificate atlantice (Calluno-Ulicetea), Depresiuni intradunale umede, Dune cu vegetație ierboasă Malcolmietalia, Dune de coastă cu Juniperus spp., Dune cu tufărișuri sclerofile Cisto-Lavenduletalia, Dune împădurite cu Pinus pinea și/sau Pinus pinaster, Iazuri temporare mediteraneene, Pajiști umede mediteraneene cu ierburi înalte de Molinio-Holoschoenion, Galerii și tufărișuri riverane sudice (Nerio-Tamaricetea și Securinegion tinctoriae).
La baza desemnării sitului se află mai multe specii protejate de  păsări (35): lăcar mare (Acrocephalus arundinaceus), lăcar-de-rogoz (Acrocephalus schoenobaenus), lăcar-de-lac (Acrocephalus scirpaceus), ciocârlie-de-câmp (Alauda arvensis), pescăruș albastru (Alcedo atthis), rață mare (Anas platyrhynchos), fâsă de luncă (Anthus pratensis), stârc roșu (Ardea purpurea), prundăraș de sărătură (Charadrius alexandrinus), erete de stuf (Circus aeruginosus), prepeliță (Coturnix coturnix), egretă mică (Egretta garzetta), lișiță (Fulica atra), piciorong (Himantopus himantopus), rândunică (Hirundo rustica), stârc pitic (Ixobrychus minutus), sfrâncioc cu cap roșu (Lanius senator), pescăruș negricios (Larus fuscus), pescăruș râzător (Larus ridibundus), grelușel-de-zăvoi (Locustella luscinioides), gușă albastră (Luscinia svecica), codobatură galbenă (Motacilla alba), codobatură de munte (Motacilla cinerea), codobatura galbenă (Motacilla flava), muscar sur (Muscicapa striata), rață cu ciuf (Netta rufina), pitulice-fluierătoare (Phylloscopus trochilus), brumăriță de pădure (Prunella modularis), cristei de baltă (Rallus aquaticus), lăstun de mal (Riparia riparia), chiră mică (Sterna albifrons), chiră de mare (Sterna sandvicensis), silvie de zăvoi (Sylvia borin), silvie de câmp (Sylvia communis), silvie de tufiș (Sylvia undata).
Pe lângă speciile protejate, pe teritoriul sitului au mai fost identificate 2 specii de mamifere, 4 specii de reptile.